# Supercoppa del Portogallo 2010 (hockey su pista)
La Supercoppa del Portogallo 2010 è stata la 28ª edizione dell'omonima competizione portoghese di hockey su pista. Alla manifestazione hanno partecipato il Porto, vincitore della 1ª Divisão 2009-2010 e campione del Portogallo in carica, e il Benfica, vincitore della Coppa del Portogallo 2009-2010. 
A conquistare il trofeo è stato il Benfica al sesto successo nella sua storia.

## Squadre partecipanti
| Club    | Qualificazione                       | Partecipazioni precedenti (il grassetto indica la vittoria)                                                                  |
| ------- | ------------------------------------ | --- |
| Porto   | Detentore della 1ª Divisão           | 1984, 1985, 1986, 1987, 1988, 1989, 1990, 1991, 1992, 1996, 1998, 1999, 2000, 2002, 2003, 2004, 2005, 2006, 2007, 2008, 2009 |
| Benfica | Detentore della Coppa del Portogallo | 1983, 1984, 1987, 1992, 1993, 1994, 1995, 1997, 1998, 2000, 2001, 2002, 2005, 2009                                           |

## Risultati
| Squadra 1 | Risultato | Squadra 2 |
| --------- | --------- | --------- |
| Porto     | 4 - 8     | Benfica   |

| Coimbra 26 settembre 2010 | Porto | 4 – 8 | Benfica |  |